# Споразум Рибентроп—Молотов
Споразум Рибентроп—Молотов (службени назив: Споразум о ненападању између Немачке и Савеза Совјетских Социјалистичких Република) је био споразум о ненападању између Немачке и Совјетског Савеза. Потписан је 23. августа 1939. године у Москви од стране совјетског министра спољних послова Вјачеслава Молотова и немачког министра спољних послова Јоахима фон Рибентропа. Међусобни споразум о ненападању био је на снази до почетка Операције Барбароса 22. јуна 1941. године када је Немачка вероломно напала СССР.
Иако је званично био означен као „споразум о ненападању“, овај споразум је обухватао и тајни протокол којим је извршена подела интересних сфера у независним земљама Финској, Естонији, Летонији, Литванији, Пољској и Румунији. Тајни протокол је експлицитно предвиђао „политичке и територијалне промене“ у областима наведених земаља. Као последица овог споразума све наведене земље су нападнуте и окупиране било од стране Немачке било од стране Совјетског Савеза. Једино је Финска, која је два пута водила рат са СССР-ом током Другог светског рата, успела да сачува своју независност али је била принуђена да уступи одређене територије.

## Уводни догађаји
Миром у Брест-Литовску који је потписан са Немачком 1918. године. Бољшевичка Русија прихватила је губитак суверенитета и утицаја над Финском, Естонијом, Летонијом, Литванијом, Пољском, Белорусијом и Украјином (као и деловима Јерменије и Грузије) као уступак Централним силама. У складу са немачком политиком Mitteleuropa ове земље постале би сателитске државе или делови немачког царства којима би управљале војводе и краљеви који су у сродству са немачким царом. Као последица немачког пораза у Првом светском рату, већина ових држава су уз свесрдну помоћ победничких сила, поново успоставиле своју самосталност и постале савезници Француске и Уједињеног Краљевства у борби против бољшевика у Руском грађанском рату. Са изузетком Белорусије и Украјине све ове земље су постале независне и суверене - ипак у многим случајевима стицање независности било је праћено грађанским ратовима који су изазвани идејама руске револуције које су се шириле Европом. Заједнички страх од комунистичке Русије мотивисао је ове тзв. граничне државе да 1920. године активирају међусобну политичку сарадњу и закључе уговоре о заједничкој одбрани.
Баланс између европских сила, успостављен након Првог светског рата, постепено је нарушен у периоду од 1935. године и Абисинске кризе па до 1938. године и Минхенског споразума. Разбијање Чехословачке као и обновљене територијалне аспирације нацистичке Немачке, Совјетског Савеза и других земаља (као што су Мађарска и Бугарска) према територијама изгубљеним током Првог светског рата, изазвала је велику нестабилност у Европи.
Западне силе, Уједињено Краљевство и Француска, званични гаранти непроменљивости граница, држале су се по страни све до уништења Чехословачке 1939. године, одржавајући политику немешања, док су нацистичка влада Немачке и фашистичка влада Италије подржале победничку десничарску побуњеничку фракцију у Шпанском грађанском рату вођеном од 1936—1939. године.
За Совјетски Савез споразум Рибентроп-Молотов је представљао дуго очекивани одговор на све лошију безбедносну ситуацију у Европи која је настала у другој половини тридесетих година због отворених настојања Немачке да промени неповољне услове мира који су јој наметнути Версајским споразумом.
Са своје стране Совјетски Савез није био за одржавање територијалне непроменљивости која је представљала сметњу њеним интересима зато што је произашла из периода његове слабости насталог непосредно после Октобарске револуције 1917. године и грађанског рата који је уследио. Совјетски лидери стајали су на становишту да је сукоб међусобно супротстављених империјалистичких држава не само неизбежан већ да ће створити повољне услове за ширење комунизма. Ширење комунизма су комунистички руководиоци сматрали за основни задатак и сврху постојања Совјетског Савеза.
Током 1938. године СССР (као и Француска) понудили су да у случају немачке инвазије испоштују своје обавезе из одбрамбеног уговора закљученог са Чехословачком, али се Чехословачка сељачка странка оштро супротставила идеји о уласку совјетских трупа у земљу па је чак и запретила могућношћу избијања грађанског рата. Према уговору између Совјетског Савеза, Чехословачке и Француске, закљученом 1935. године руска помоћ је могла бити упућена Чехословачкој само под условом да истовремено буде упућена и француска помоћ.
Невољност западних демократија да формирају антифашистички савез са СССР-ом као и Француско-Британски споразум са Хитлером потписан у Минхену били су јасни показатељи незаинтересованости запада да се супротстави све јачем фашистичком покрету чије су намере јасно демонстриране током Шпанског грађанског рата. Совјети нису позвани на Минхенску конференцију одржао у септембру 1938. на којој су британски и француски премијери Даладије и Чемберлен пристали на распарчавање Чехословачке. Како Француска није испоштовала свој споразум са Чесима из 1924. године Совјети су закључили да је њихов савез са Француском из 1935. године безвредан и да Запад покушава да усмери немачке освајачке претензије на Исток.
У марту 1939. године Хитлер се одрекао Немачко-Пољског споразума о ненападању закљученог 1934. године и на тај начин разоткрио Совјетима своје агресивне намере. Литвинов је у априлу исте године предложио закључење војног савеза између Русије, Француске и Британије усмереног против сила осовине, али је Чемберленова влада одуговлачила са његовим потписивањем (углавном због превеликих совјетских захтева који су захтевали потврду руског суверенитета над балтичким државама као и слободу пролаза руских трупа кроз Пољску). Ипак, премијер Чемберлен, који је већ 24. марта заједно са Француском преузео гаранције пољске независности, 24. априла потписује споразум о међусобној помоћи са Пољском. Потписивање овог споразума отклонило је Стаљинова страховања да ће Запад оставити СССР да се сам бори против национал-социјалистичке Немачке; заправо уколико би Запад и Немачка заратили, што је деловало неизбежно, СССР је могао да остане неутралан и да чека да се противници међусобно униште.

## Француско-британски преговори са Совјетским Савезом
Преговори између Совјетског Савеза, Француске и Британије о склапању војног савеза против Немачке су стално одлагани услед недостатка међусобног поверења. Совјетски Савез је тражио гаранције подршке у случају немачког напада као и признање права Совјетском Савезу да се интервенише у земљама дуж западне совјетске границе уколико у њима дође до промене политике у корист агресора. Иако ни једна од ових земаља није званично затражила заштиту од свог великог суседа, Совјетски Савез је себе прогласио за гаранта независности Финске, Естоније, Литваније, Пољске, Румуније, Турске и Грчке, тзв. „санитарног кордона“ подигнутог између национал-социјалистичке Немачке и Совјетског Савеза.
Британци и Французи су страховали да ће оваква ситуација омогућити совјетско мешање у унутрашње ствари суседних земаља чак и одсуству било какве претње национал-социјалистичке Немачке.
У међувремену су територијални захтеви које је Нацистичка Немачка упутила Пољској још више повећали опасност од избијања рата. Иако су телеграми између западних сила и Совјетског Савеза размењени још почетком априла 1939. године војна мисија западних сила, која је упућена у Русију спорим транспортним бродом, стигла је у Москву тек 11. августа 1941. године и није имала овлашћење да потпише било какав споразум.
Кључна тачка која је успорила преговоре било је питање Пољске, која је лежала између Немачке и Совјетског Савеза; пољска влада је оправдано страховала да ће совјетска влада захтевати анексију спорних територија Кресија које су припојене Пољској 1920. године по завршетку Пољско-Совјетског рата, а које је Кремљ окарактерисао као иреденту - „Западну Украјину“ и „Западну Белорусију“ - зато што су углавном биле насељене Украјинцима и Белорусима који су представљали етничку већину.
Због тога је пољска влада одбила да допусти совјетским трупама да уђу на њену територију и да на њој успоставе војне базе, а у циљу припрема за неизбежни рат са Немачком. Пољска влада се такође оправдано бојала да ће заједно са Црвеном армијом у Пољску ући и јединице НКВД-а и силом успоставити комунизам. Због ове одлуке пољске владе настала је ситуација која је онемогућила Црвеној армији да се супротстави немачком нападу изван своје територије.
У трећој недељи августа преговори су обустављени због растућег неповерења међу преговарачима и сумње Кремља да запад покушава да предстојећи сукоб ограничи на рат између Совјетског Савеза и Немачке.

## Минхенски споразум и совјетска спољна политика
Заступници тадашње совјетске спољне политике сматрају да је Совјетски Савез склопио споразум о ненападању са Немачком зато што су западне силе потписивањем Минхенског споразума 1938. године демонстрирале помирљив однос према догађајима у Европи и неспремност да се придруже Совјетском Савезу у формирању антифашистичког савеза. Такође, постојало је и страховање да ће западне силе, у случају немачког напада на СССР, остати по страни надајући се да ће зараћене стране међусобно ослабити једна другу.
Стаљинови биографи су у својим делима изнели податак да је Стаљин био убеђен да је Британија одбила његов предлог за формирање антифашистичког савеза зато што је са Немачком ковала планове против Совјетског Савеза, као и да се западне силе надају да ће Трећи рајх напасти Совјетски Савез и да ће га уништити или да ће обе земље бити исцрпљене и доведене до колапса. Ове сумње су добиле на значају када се Чемберлен састао са Хитлером и када је потписан Минхенски споразум.
Браниоци совјетске позиције такође истичу како је било неопходно да Совјетски Савез склопи споразум о ненападању са Немачком како би купио време с обзиром на чињеницу да 1939. године није био спреман за рат и да му је требало најмање три године да обави потребне припреме. Овај аргумент поклапа се са ставовима Стаљинових критичара који заступају становиште да је главни узрок за неспремност Совјетског Савеза за рат била Велика чистка која је по Стаљиновом налогу спроведена у периоду од 1936. до 1938. године у којој је елиминисан највећи део искусног командног кадра Црвене армије. Опште је позната чињеница да је Совјетски Савез потпуно неспремно дочекао немачки напад који је почео 22. јуна 1941. године иако су совјетска и стране обавештајне службе више пута упозориле на могућност немачке инвазије.
Стаљинови критичари такође доводе у питање његову спремност да се супротстави немачком агресивном милитаризму с обзиром на чињеницу да је економска и војна сарадња између Совјетског Савеза и Немачке, започета 1936. године трајала све до немачке инвазије. После Британске и Француске објаве рата Немачкој, ови економски односи са СССР омогућили су Немачкој да заобиђе савезничку поморску блокаду.

## Приближавање Немачке и Совјетског Савеза
Јосиф Висарионович Стаљин је 3. маја 1939. године сменио дотадашњег министра спољних послова Максима Литвинова и на његово место довео Молотова чиме су створени услови за почетак преговора са нацистичком Немачком. Литвинов, који је према стандардима Кремља био прозападно оријентисан, исувише је подсећао на дотадашњу спољну политику која је била усмерена на стварање антифашистичке коалиције због чега је и уклоњен са функције. Молотов је одмах по ступању на дужност јасно ставио до знања да је отворен за преговоре о мирном уређењу спорних питања са Немачком.
Током последње две недеље августа 1939. године Совјетско-јапански гранични рат је достигао свој врхунац.
На Хитлерову иницијативу, немачки министар спољних послова Рибентроп посетио је Москву 19. августа 1939. године. Приликом ове посете потписан је седмогодишњи споразум о економској размени између две државе којим је Немачка одобрила Совјетском Савезу кредит од 200 милиона марака у замену за сировине - бензин, житарице, памук, фосфате и дрвну грађу.
Молотов је затим предложио потписивање и додатног протокола који је усаглашавао ставове уговорних страна у вези са спољном политиком. Према неким изворима овом предлогу претходио је Стаљинов говор одржан 19. августа 1939. године у којем је он, наводно, изјавио да је рат између западних сила неопходан како би омогућио ширење светске револуције.
Десетогодишњи споразум о ненападању је потписан 24. августа са додацима који су регулисали: консултације; арбитражу у случају неслагања једне од страна; неутралност уколико нека од уговорних страна зарати; немогућност учлањења у организације чији су циљеви директно или индиректно усмерени против једне од уговорних страна.
Део споразума чинио је и тзв. тајни протокол, који је објављен у јавности након немачког пораза 1945. године и који је регулисао поделу интересних сфера у северној и источној Европи. На северу Европе, Финска, Естонија и Летонија припале су совјетској интересној сфери. Пољска је, у случају „политичке прерасподеле“ требало да буде подељена - области источно од река Нарев, Висла и Сан припале би Совјетском Савезу док би Немачка окупирала западни део земље. Литванија, која се граничила са Источном Пруском потпала је под немачку интересну сферу. На југу је Немачка признала совјетске интересе у Бесарабији која је припадала Румунији. Немачки дипломата Ханс фон Херварт обавестио је свог америчког колегу Чарлса Болена о тајном протоколу 24. августа 1939. године, али је ова информација завршила у столу америчког председника Рузвелта где је и остала до краја рата.
Обавештајне службе балтичких земаља су само неколико дана после потписивања споразума изразиле страховање о могућности постојања тајног протокола. Њихова сумња је потврђена током преговора о успостављању војних база када су се совјетски преговарачи отворено позивали на његове одредбе. Немачки оригинал споразума је највероватније уништен током бомбардовања, али је његова микрофилмована копија сачувана у архивама немачког министарства спољних послова. Службеник овог министарства Карл фон Лоеш је у мају 1945. године предао копију овог споразума британском пуковнику Томпсону. Совјетски Савез је порицао постојање тајног протокола све до 1988. године када је члан политбироа Александар Николајевич признао његово постојање мада је документ постао доступан јавности тек након распада Совјетског Савеза 1992. године.
Стаљин, који се плашио да запад охрабрује Хитлера да нападне на истоку, морао је бити свестан да ће овакве тајне клаузуле проузроковати рат, јер је Немачка била сигуран да их Совјетски Савез неће напасти док на западу води рат против Француске и Велике Британије.
Споразум је почео да губи на значају у априлу 1940. године када је Немачка напала Данску и Норвешку и када је Совјетски Савез у јуну исте године извршио анексију не само Бесарабије, већ и Буковине у Румунији. Обе државе су очигледно кршиле поделу интересних сфера утврђену споразумом. Ипак, 1947. године. Стаљин је изјавио да би наставио и даље да сарађује са Немачком да је Хитлер био вољан; Стаљин је свакако имао далеко више могућности за остварење политичких и територијалних уступака из сарадње са Немачком него што је то могао да оствари у сарадњи са Великом Британијом.
Совјетска пропаганда и њени представници улагали су велике напоре да умање значај чињенице да се Совјетски Савез на различите начине супротстављао нацистичкој Немачкој у деценији која је претходила потписивању споразума. Међутим, у овим напорима се никада није отишло толико далеко да се заузме пронемачки став; споразум Рибентроп-Молотов је званично окарактерисан као споразум о ненападању, а не као споразум о савезништву. Ипак, остало је забележено да је након потписивања споразума Молотов у покушају да убеди Немачку у своје добре намере изјавио пред новинарима да је "фашизам ствар укуса".
У којој мери су територије које је Совјетски Савез добио у складу са овим споразумом допринеле у спречавању његовог пораза (па самим тим и победе нацизма у Другом светском рату) остаје значајан фактор у чијем светлу се мора посматрати овај споразум. Совјетски извори наглашавају да је немачко напредовање заустављено на само неколико километара од Москве и да је значај анектираних територија у оваквој ситуацији био пресудан. Друга становишта истичу да су Пољска и балтичке државе представљале тампон зону између Немачке и Совјетског Савеза и да је споразум Рибентроп-Молотов створио услове не само за немачки напад на западну Европу већ и за напад на сам Совјетски Савез.
Да Пољска, захваљујући овом споразуму, није била нападнута, окупирана и подељена између Немачке и Совјетског Савеза, те две државе не би ни имале заједничку границу, те самим тим ни изненадни напад Немачке на СССР не би био физички могућ.

## Последице
Недељу дана након потписивања споразума, 1. септембра 1939. године Немачка је напала Пољску. У складу са одредбама тајног протокола совјетске снаге су 17. септембра ушле у источну Пољску односно напале пољску војску са леђа, помогле својим немачким савезницима у сламању пољског отпора и окупирале територију која је према споразуму представљала совјетску интересну сферу.
Три балтичке државе су 28. септембра 1939. године биле принуђене да потпишу Споразум о одбрани и заједничкој помоћи који је дозвољавао стационирање совјетских трупа на територији Литваније, Летоније и Естоније. Истог дана ступио је на снагу додатни протокол споразума између Немачке и Совјетског Савеза којим је Литванија сврстана у совјетску интересну сферу.
Финска која се супротставила сличним совјетским захтевима нападнута је од стране Совјетског Савеза 30. новембра 1939. године. После више од три месеца жестоких борби и великих губитака, Совјетски Савез одустао је од планиране окупације Финске у замену за 10% територије од којих је највећи део још увек био у финским рукама.
Када је Немачка 15-17. јуна 1940. године окупирала Норвешку и Данску и поразила Холандију, Белгију и Француску, отпочела је совјетска окупација, а затим и анексија све три балтичке државе.
Коначно, 26. јула 1940. године, само четири дана након капитулације Француске, Совјетски Савез је упутио ултиматум Румунији у којем је захтевао припајање области Бесарабије, Буковине и Херца. Забринут због ових догађаја, Рибентроп је 25. јула, у одговору совјетским лидерима истакао снажан немачки интерес у Румунији (мислећи притом на изворе нафте и развијену пољопривреду). Ова интервенција спречила је избијање сукоба између Румуније и Совјетског Савеза. Поред тога Рибентроп је немачки интерес правдао и забринутошћу за судбину немачке мањине у Бесарабији која је бројала око 100.000 припадника. У септембру исте године скоро целокупно становништво Бесарабије немачког порекла расељено је у Немачку у склопу планиране замене становништва између Немачке и Совјетског Савеза.
Без Француске која више није била у могућности да гарантује status quo у источној Европи и под притиском Трећег рајха, румунска влада је послушала италијански савет и пристала на територијалне уступке.

## Епилог
Окупиране територије добиле су статус република у саставу Совјетског Савеза. Локално становништво је очишћено од антисовјетских елемената, а новим пограничним областима спроведено је етничко чишћење. На десетине хиљада становника ових области је погубљено, док је на стотине хиљада депортовано у азијски део Совјетског Савеза или у гулаге у којима су многи изгубили живот. Касније су ове територије представљале прву линију фронта и биле су подвргнуте нацистичком терору.
Почетком 1941. године линија раздвајања између нацистичке Немачке и Совјетског Савеза пролазила је кроз Литванију и Пољску. Односи између две стране су се значајно захладили. Хитлер, који је рачунао да ће нападом на бољшевичку Русију придобити симпатије окупираних западних земаља, почео је припреме за напад на СССР. Сматрао је да ће му улога лидера западних капиталистичких земаља у рату против комунистичке опасности омогућити закључење мира са Уједињеним Краљевством.
Трећи рајх прекршио је споразум о ненападању када је 22. јуна 1941. године започео Операцију Барбароса и напао Совјетски Савез, што ће на крају довести до пораза Немачке у Другом светском рату. Територије које је Совјетски Савез добио у складу са споразумом Рибентроп-Молотов изгубљене су за само неколико недеља док су нпр. балтичке државе постале немачки протекторати. Одмах по почетку немачке агресије Совјетски Савез је 25. јуна започео превентивни напад на Финску што је довело до тзв. Продуженог (настављеног) рата између Финске и Совјетског Савеза.